# Arabang P. Maruping
Arabang P. (AP) Maruping (sinh 1944) là một công chức và nhà ngoại giao người Lesotho. Bà từng là Chủ tịch UNICEF ở cấp quốc tế từ 1987 đến 1988. Bà đã từ chức tháng 4 năm 1988 và được thay thế bởi Makoto Taniguchi trong phần còn lại của nhiệm kỳ. Bà cũng là thành viên của Ủy ban hỗn hợp về chính sách y tế của UNICEF/WHO. Tại Lesicia, bà là Giám đốc Dịch vụ Y tế. Bà cũng là Cố vấn khu vực cho Sức khỏe Trẻ em và Vị thành niên tại Văn phòng Khu vực Châu Phi của WHO.